# 狼和小羊

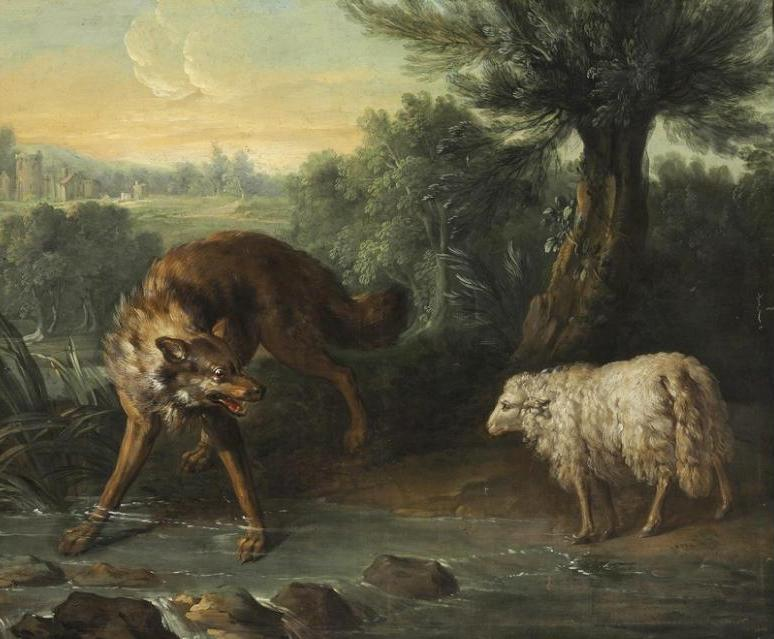
让-巴蒂斯特·乌德里創作的狼和小羊油画

狼和小羊是伊索寓言中的一則故事。 

## 寓言及類似故事
一只狼在小溪边喝水时遇到了一只小羊，狼為了吃掉小羊，指责小羊對它有各种不轨行为，而小羊则多次反駁狼的指控都是子虛烏有。狼失去了耐心，回答说，这些罪行一定是小羊家的其他成员犯下的，而且它不打算再繼續拖延下去，並最終吃掉小羊。這個故事的寓意是：暴君总能为自己的暴政找到借口，而且他不會聽從臣民所講的任何道理。
古希臘還有一個與狼和小羊類似的故事。講的是公鸡和猫。貓为了找到能吃掉公鸡的合理借口，指责公鸡一大早就把人叫醒，然后又指责它与自己的姐妹和女儿乱伦。而公鸡都辯稱说自己的作為給人类都帶來好處。後來猫也不耐煩，直接點明现在是它的早餐时间，它為了能填飽肚子必須吃掉公雞。